# تانوت الرمان (بني فكلان)
تانوت الرمان هو دُوَّار يقع بجماعة بني سيدال الجبل، إقليم الناظور، جهة الشرق في المملكة المغربية. ينتمي الدوّار لمشيخة بني فكلان التي تضم 18 دوار. يقدر عدد سكانه بـ 1270 نسمة حسب الإحصاء الرسمي للسكان والسكنى لسنة 2004.

## روابط خارجية
- البوابة الوطنية للجماعات الترابية نسخة محفوظة 12 مارس 2018 على موقع واي باك مشين.
- المندوبية السامية للتخطيط